# أونميودو

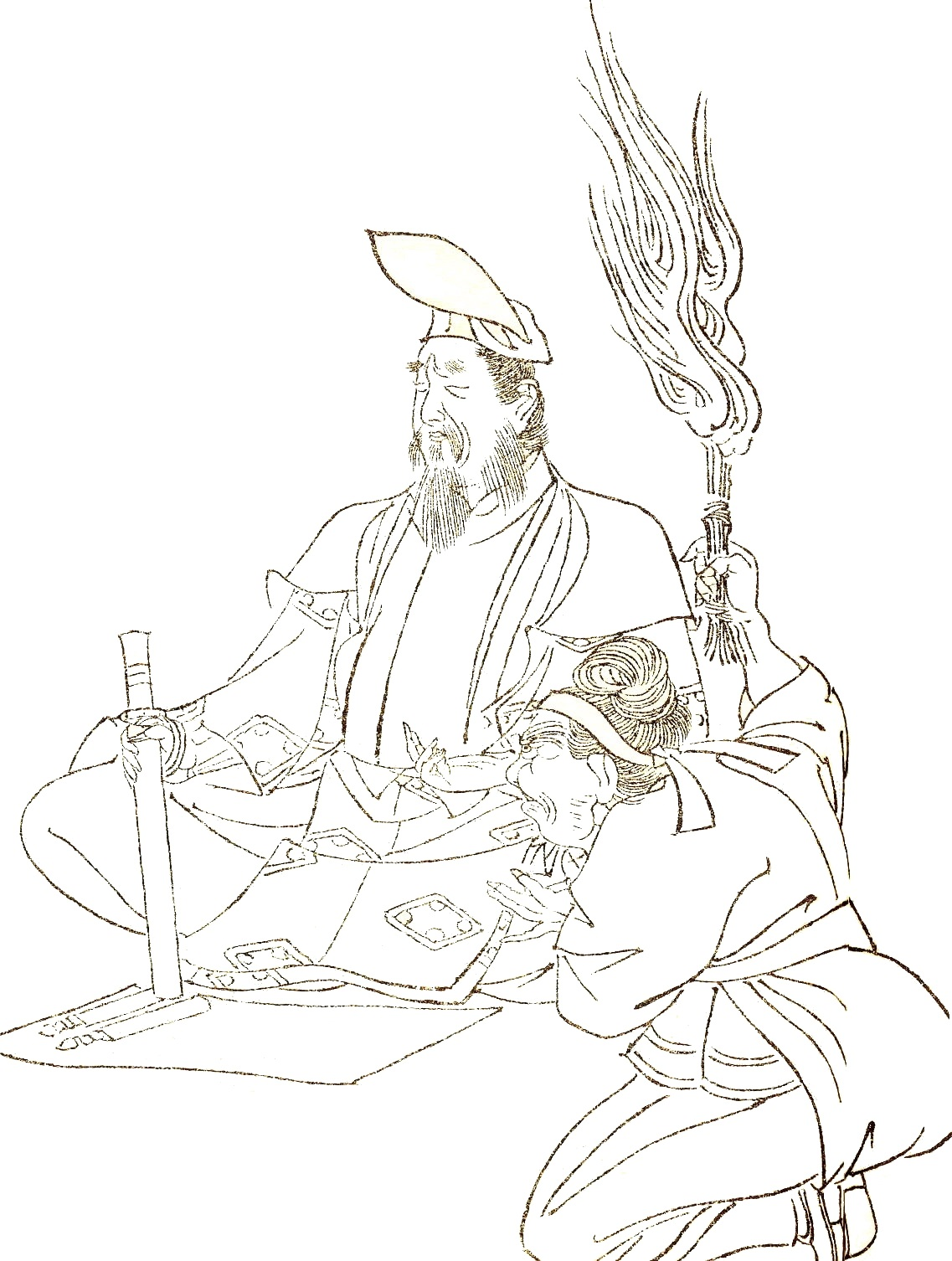
أبي نو سيمي أحد أشهر عرافي الأونميودو في التاريخ الياباني.

أونميودو (باليابانية: 陰陽道) هو علم كون روحي ياباني تقليدي يعد خليطا من العلوم الطبيعية والتنجيم. نشأ في الأساس بالاعتماد على الفلسفة الصينية ويين ويانغ وظهر في اليابان مع حلول القرن السادس كممارسة للعرافة. لاحقا تأثر أونميودو بالطاوية والبوذية والشنتو ليأخذ شكله المعروف اليوم باسم أونميودو في أواخر القرن السابع. كان أونميودو مقتصرا على الحكومة الإمبراطورية حتى منتصف القرن التاسع عشر حتى تم منعه باعتباره ضرب من الخرافة.